# Fiódorovo
Fiódorovo (en rus: Фёдорово) és un poble del krai de Khabàrovsk, a Rússia, que el 2012 no tenia cap habitant. Pertany al districte rural d'Aiano-Maiski.